# Out of the Dust
Out of the Dust to jedyny album wydany przez grający rocka chrześcijańskiego zespół Human. Ukazał się on 28 kwietnia 1998 roku nakładem wytwórni Organic Records.
Album zawierał ukrytą ścieżkę, cover piosenki U2, "Bullet the Blue Sky". Nie była ona wymieniona w spisie utworów, jednak na płycie zajmuje miejsce tuż po piątej piosence, "Hand Me Down".

## Lista utworów
1. "Read Your Mind"(Kinnett, Sapp, Vanderwoude) – 3:56
2. "I.O.U."(Kinnett, Sapp, Sapp) – 3:28
3. "Make Your Light to See"(Kinnett, Sapp) – 3:23
4. "I Can't Live"(Sapp, Smiley) – 3:57
5. "Hand Me Down" – 11:12
6. "In the Name" – 4:40
7. "Lemonade" – 4:32
8. "Fat Man's Delicacy" – 3:51
9. "Disguise"(Kinnett, Sapp) – 4:43
10. "Feel"(Kinnett, Sapp) – 3:53